# 다니 루미코
타니 루미코 또는 다니 루미코(일본어: 谷 留美子, 1979년 8월 12일 ~ )는 도쿄도 출신의 일본 가수다. 2006년 10월 21일에 한국 가수 김정민과 결혼했다. 타니 루미코라는 현재의 이름을 사용하기 이전에는 미요시 치나츠(일본어: 三佳 千夏)라는 또다른 예명으로 연예계 데뷔를 했었고, 헬로! 프로젝트의 전 멤버이기도 했다. 결혼발표 후 재일동포인지 아닌지에 언론마다 의견을 달리했지만 본인이 트위터에서 부정하며 일본의 여권을 사진 찍어 올렸다. 하지만, 그후 한국의 몇몇 방송에서 자신의 아버지는 일본에 귀화한 재일교포 출신이며, 어머니는 일본인이라고 말했다.

## 학력
- 세이조 대학 영어영문학과 학사

## 음반

### 싱글
- 미요시 치나츠 (三好千夏) 명의

1. Unchain My Heart (1999년 8월 4일)
2. Love,Yes I do! (1999년 11월 10일)
3. あなたのシャツと Love song (2000년 5월 31일)

### 앨범
1. コックリさん オリジナルサウンドトラック (2005년 4월 8일)

## 방송
- 2009년 SBS 《김정은의 초콜릿》
- 2009년 SBS 《좋은 아침》
- 2009년 SBS 《자기야 백년손님》
- 2011년 MBC 에브리원 《아내를 부탁해》
- 2011년 SBS 플러스 《결혼은 미친 짓이다》
- 2011년 패션N 《소원을 말해봐》
- 2011년 MBC 《세바퀴》
- 2011년 MBC 《청춘 버라이어티 꽃다발》
- 2011년 MBC 《기분 좋은 날》
- 2011년 KBS2 추석특집극 《노리코, 서울에 가다》- 하루카 역 (한국드라마 첫 출연작)
- 2012년 KBS2 《남자의 자격》
- 2012년 KBS2 《가족의 품격 풀하우스》
- 2014년 SBS 《오! 마이 베이비》
- 2014년 OBS 《체인지 라이프 닥터 & 스타》
- 2015년 JTBC 《힐링의 품격》
- 2015년 스카이 트래블 《한식기행, 종부의 손맛 - 여름》
- 2015년 채널A 《아내가 뿔났다》
- 2016년 KBS2 《글로벌 남편백서 내편, 남편》
- 2016년 MBN 《사돈끼리》
- 2019년 MBN 《속풀이쇼 동치미》
- 2021년 MBN 《한국에 반하다-국제부부 시즌1》
- 2024년 tvN 《‘벌거벗은 세계사’》 - 게스트

## 같이 보기
- 김정민
- 헬로! 프로젝트